# Jiří Suchý: Lehce s životem se prát
Jiří Suchý: Lehce s životem se prát je dokumentární film Olgy Sommerové z roku 2019, který vypráví o českém textaři, herci, zpěvákovi, divadelníkovi, spisovateli, komikovi a básníkovi Jiřím Suchém. Tento dokument otevírá spíše soukromý než odborný život Jiřího Suchého. Informuje také hodně o vztahu Jiřího Suchého s jeho manželkou Bělou Suchou, či s jeho kolegou a přítelem Jiřím Šlitrem. Divák zde také poznává širokou rodinu J. Suchého. Jiří Suchý zde také otevřeně hovoří o zakládání divadel Semafor a Na zábradlí. Líčí zde také dlouhodobou šikanu divadel Komunistickým režimem, kvůli politickému profilu J. Suchého a J. Šlitra. Je zde také rozebrána krátkodobá emigrace manželů Suchých do Anglie. 
Dokument byl roku 2019 nominován v anketě Český lev 2019 v kategorii Nejlepší dokument. Na Mezinárodním filmovém festivalu v Karlových Varech získal cenu díváků.